# Meadow Woods
Meadow Woods és una concentració de població designada pel cens dels Estats Units a l'estat de Florida. Segons el cens del 2000 tenia 11.286 habitants.

## Demografia
Segons el cens del 2000, Meadow Woods tenia 11.286 habitants, 3.472 habitatges, i 2.850 famílies. La densitat de població era de 383,2 habitants/km².
Dels 3.472 habitatges en un 44,8% hi vivien nens de menys de 18 anys, en un 60,9% hi vivien parelles casades, en un 15,7% dones solteres, i en un 17,9% no eren unitats familiars. En l'11,3% dels habitatges hi vivien persones soles el 2,9% de les quals corresponia a persones de 65 anys o més que vivien soles. El nombre mitjà de persones vivint en cada habitatge era de 3,25 i el nombre mitjà de persones que vivien en cada família era de 3,52.
Per edats la població es repartia de la següent manera: un 29,8% tenia menys de 18 anys, un 9,3% entre 18 i 24, un 32,1% entre 25 i 44, un 20,7% de 45 a 60 i un 8% 65 anys o més.
L'edat mediana era de 33 anys. Per cada 100 dones de 18 o més anys hi havia 89,1 homes.
La renda mediana per habitatge era de 46.033 $ i la renda mediana per família de 48.076 $. Els homes tenien una renda mediana de 30.081 $ mentre que les dones 21.960 $. La renda per capita de la població era de 15.805 $. Entorn del 5,9% de les famílies i el 7,5% de la població estaven per davall del llindar de pobresa.

## Poblacions més properes
El següent diagrama mostra les poblacions més properes.